# Elias Höchheimer
Elias ben Ḥayyim Cohen Höchheimer (ou Hechim; Hochheim am Main – Amsterdam) foi um astrônomo e matemático judeu do século XVIII.
Nascido em Hochheim, Höchheimer viveu durante muito tempo em Hildburghausen e morreu em Amsterdam. Foi autor de Shebile di-Reḳi'a (Praga, 1784), versando sobre trigonometria e astronomia, Sefer Yalde ha-Zeman (Praga, 1786), um comentário sobre Beḥinat ha-'Olam de Jedaiah ben Abraham Bedersi, e dois textos em alemão sobre aritmética.